# Übersetzerschule von Toledo
Übersetzerschule von Toledo ist ein im frühen 19. Jahrhundert von Amable Jourdain geprägter, in der Forschung heute mit kritischen Vorbehalten verwendeter Begriff, unter dem verschiedene Aktivitäten der Übersetzung aus dem Arabischen (und damit griechischer Quellen) zusammengefasst werden, die seit dem 12. Jahrhundert in Toledo nachweisbar sind, wo sich ein „internationales Kollegium von Übersetzern“ versammelt hatte. Es handelte sich dabei nicht um eine Schule im Sinne einer Institution, sondern um verschiedenartige Aktivitäten der Übersetzung, die durch den Kontakt zwischen arabischkundigen Mozarabern und Juden mit Romanen bzw. lateinischen Autoren ermöglicht und zum Teil durch bischöfliche oder königliche Initiative gefördert wurden.

## Vorgeschichte
Nach der gegen die Franken verlorenen Schlacht von Vouillé (507) und dem Verlust ihrer Hauptstadt Toulouse zogen sich die Westgoten in das von ihnen locker beherrschte Spanien zurück und machten die römische Stadt Toletum zu ihrer neuen Hauptstadt. Etwa zweihundert Jahre später, 711, eroberten die Mauren das toledanische Königreich. 1085 wurde Toledo, im Arabischen Ṭulayṭula (طليطلة), vom Imperator Totius Hispaniae Alfons VI. „zurückerobert“. In der maurischen Zeit und bis zum Beginn des 16. Jahrhunderts war Toledo eine Stadt mit einer bedeutenden jüdisch-iberischen und christlichen Minderheit, letztere Mozaraber genannt, welche bei der Entstehung der Übersetzungen eine wichtige Rolle spielten.

## 12. Jahrhundert (Frühtoledo)
Die erste etwa von 1130 bis 1187 andauernde Phase der Übersetzungen war durch Erzbischof Raimund von Toledo geprägt. Übersetzt wurden wissenschaftliche und philosophische Schriften (Platon, Aristoteles) antiker Provenienz, die unter der Abbassiden-Herrschaft im sogenannten Haus der Weisheit im Bagdad des Mittelalters aus dem Griechischen ins Arabische übertragen worden waren, aber auch genuin arabische Schriften, etwa aus dem Bereich der Astronomie und Mathematik, sowie Schriften zur Kenntnis islamischer Religion und Theologie. 1142 kam der Abt von Cluny, Petrus Venerabilis, nach Spanien und gab eine Übersetzung des Korans in Auftrag, die 1143 durch Robert von Ketton, Hermann von Carinthia, Peter von Toledo und den Sarazenen Mohammed fertiggestellt und vom Sekretär des Abtes, Peter von Poitiers, sprachlich überarbeitet wurde.

## 13. Jahrhundert (Hochtoledo und Spättoledo)
Ende des 12. Jahrhunderts ging der 1191 urkundlich erwähnte Marcus diaconus, Domherr der Kathedralschule von Toledo, an die Übersetzerschule von Toledo. Er übersetzte dort Galens Werk über den Puls und die Isagoge des Johannitius aus dem Arabischen ins Lateinische. Im 13. Jahrhundert gingen neue Übersetzungsinitiativen von Alfons X. und seinem Hof aus, wobei nun nicht mehr die Übersetzung ins Lateinische, sondern die ins Kastilische im Vordergrund stand und hierbei speziell der Dialekt des Toledaner Hofes eine sprachlich normierende Rolle spielte. Thematisch bildeten Astronomie, Physik, Alchemie und Mathematik den Schwerpunkt, aber auch Spiele und orientalische Literatur sowie Werke zur Kenntnis der islamischen Religion wurden übersetzt. Unter Alfons X. blieben solche Aktivitäten nicht auf Toledo beschränkt, sondern dehnten sich, zum Teil abhängig vom Aufenthalt des Hofes, auch nach Sevilla aus.

## Der Übersetzungsvorgang
Ein einheitlicher Entstehungsprozess lässt sich für die in Toledo entstandenen Übersetzungen nicht nachweisen. Aus den Incipits und Prologtexten einiger dieser Werke und aus dem Vergleich erhaltener Fassungen ergibt sich aber in vielen Fällen ein Zusammenwirken arabisch- und lateinkundiger Autoren, bei dem zunächst ein Jude oder Mozaraber nach dem arabischen Original eine romanische Zwischenstufe erstellte, die unter Umständen nur mündlich bestand und ihrerseits die Grundlage für die lateinische Version bildete. Mozarabisch und Kastilisch dienten in diesem Fall als Übermittlersprachen. Später, in der alfonsinischen Periode, wurde im Regelfall aus dem Arabischen ins kastilische Spanisch übersetzt und durch einen emendador die Schlussredaktion vorgenommen.
Da Schriften mit einer Vielzahl von im Westen bis dahin noch nicht oder wenig bekannten wissenschaftlichen Themen zu übersetzen waren, standen die Übersetzer vor der Aufgabe, geeignete Übersetzungen für arabische Wörter zu finden, für die in der Zielsprache noch kein Äquivalent existierte. Sie lösten diese Aufgabe vielfach durch Entlehnungen aus dem Arabischen und trugen so wesentlich dazu bei, dass bis heute ein wesentlicher Teil des wissenschaftlichen und technischen Wortschatzes in den europäischen Sprachen arabischen Ursprungs oder über das Arabische aus anderen orientalischen Sprachen vermittelt ist.

## Zum Begriff „Übersetzerschule von Toledo“
Hinsichtlich der Existenz der Übersetzerschule von Toledo in einer institutionalisierten Form, wie dies durch den Begriff „Schule“ suggeriert wird, liefert die Literatur keine endgültige Klarheit. Die herrschende Meinung bezüglich dieser Frage ist jedoch, dass der Begriff „Übersetzerschule von Toledo“ eine Erfindung von Historikern des 19. Jahrhunderts ist. Der Begriff „Schule“ bzw. „collège“ zur Bezeichnung der Aktivitäten der Übersetzer von Toledo wurde erstmals durch den Franzosen Amable Jourdain im Jahre 1819 angewandt, der vermutete, Erzbischof Raimund habe im 12. Jahrhundert in eigener Initiative eine solche Institution gegründet. Dies steht allerdings im Widerspruch zu der Tatsache, dass der Begriff „Übersetzerschule“ in zeitgenössischen Quellen keine explizite Erwähnung findet. Darüber hinaus bestehen auch Unklarheiten, inwiefern die Bezeichnung „Schule“ für die Aktivitäten im Toledo des 12. und 13. Jahrhunderts angemessen ist. Der im späten 12. Jahrhundert als Autor tätige Galfredus de Vino Salvo bezeichnete Toledo als ein Zentrum, in dem das quadrivium erforscht wurde und stellte Toledo dabei in eine Reihe mit den Universitäten von Paris, Bologna und Salerno. Trotzdem etablierte sich der Begriff „Schule“ im Verlauf des 19. Jahrhunderts, da auch Valentin Rose im Jahre 1874 folgerte, dass es sich bei den Aktivitäten in Toledo um eine Schule handele, die auf die Übertragung von Büchern und Forschungskenntnissen aus dem Arabischen ins Lateinische ausgerichtet war. Nach Meinung von Rose (1874) kamen Gelehrte jedoch nicht nur zur Übersetzung von Büchern, sondern auch zur Abhaltung von Vorlesungen und zu akademischen Diskussionen aufbauend auf den übersetzten Werken nach Toledo. Diese Beschreibung der Geschehnisse in Toledo entspricht daher eher den Forschungs- und Lehraktivitäten einer Universität als den Aktivitäten einer Schule im engeren Sinne.
Resümierend lässt sich festhalten, dass die „Übersetzerschule von Toledo“ somit in institutionalisierter Form wohl weder als Lehranstalt noch als Übersetzungsanstalt mit fester Infrastruktur bestand. Doch auch wenn der institutionelle Rahmen für die Übersetzungstätigkeiten, die als solche sicher belegt sind, in Toledo ungewiss ist, so bestehen Hinweise auf eine Lehrtätigkeit der Übersetzer und eine prinzipielle Duldung und Unterstützung dieser Aktivitäten durch die Erzbischöfe. Von einer gewissen Institutionalisierung der Übersetzungstätigkeit kann höchstens in der Epoche unter Alfons X. gesprochen werden, da der Regent unmittelbar als Auftraggeber und Korrektor in Erscheinung trat.

## Die heutige „Übersetzerschule von Toledo“
Die Universität Neukastiliens (Universität Kastilien-La Mancha) betreibt in Toledo seit 1994 mit Unterstützung der European Cultural Foundation eine Escuela de Traductores de Toledo, die an die mittelalterliche Tradition anknüpft, indem sie Spezialkurse zur Übersetzung aus dem Arabischen und Hebräischen ins Spanische anbietet.

## Wichtige Personen im Zusammenhang mit der Übersetzerschule (alphabetisch)
- Abraham Alfaquí
- Alfons X.
- Dominicus Gundisalvi
- Gerhard von Cremona
- Hermannus Alemannus
- Hermann von Carinthia
- Isaac Ibn Sid
- Jehuda Ben Mose
- Johannes Hispalensis
- Abraham ibn Daud
- Marcus von Toledo
- Robert von Ketton
- Michael Scotus
- Petrus Alfonsi
- Raimund von Toledo
- Samuel Ha-Leví Abulafia[4]

## Übersetzte Autoren und Werke (Auswahl)
- Algazel
- Averroes
- Rhazes
- Solomon ibn Gabirol (Avicebrón)
- Ibn Sina (Avicenna)
- Alfonsinische Tafeln

Das Schachbuch Alfons des Weisen, spanisch Libro de los Juegos oder Libro de ajedrez, dados y tablas, basiert auf arabischen Texten, entwickelt aber das Schachspiel weiter und steht am Beginn der Literaturgattung der Schachzabelbücher.